# فرنسيس كامبل بيل
فرنسيس كامبل بيل هو سياسي كندي، ولد في 31 مايو 1892، وتوفي في 10 مايو 1968. انتخب عضو المجلس التنفيذي لمانيتوبا ‏.